# Lilla Svedala
Lilla Svedala är en bebyggelse i Västra Kärrstorps socken i Svedala kommun i Skåne län. Området avgränsades före 2015 till en småort för att därefter räknas som en del av tätorten Svedala.